# ルピニン
ルピニン(lupinine)は、ルピナス属の植物に含まれる苦味を持つキノリジジン系のアルカロイドである。単離や合成について多くの報告がある。ハウチワマメの特徴的な苦味は、含まれるアルカロイドによるものであり、食用に適さないものとしている。しかし、ハウチワマメはタンパク質含量が高く、潜在的な栄養源となりうるため、アルカロイドの量を減らしたり、甘い品種を開発したりといった努力が続けられている。

## 単離
ユタ州に集められたLupinus palmeriからのルピニンの最も初期の単離はCouchによって報告された。Couchは、クロマトグラフィーを使わずに結晶性のルピニンを得ることができた。

## 合成
ルピニンの合成についての論文は多数ある。近年、ルピニンの4つ全ての立体異性体の合成について記述し、この分野での多く先行論文を参照している点で注目すべき論文がMa and Niによって発表された。